# Mai Liệt

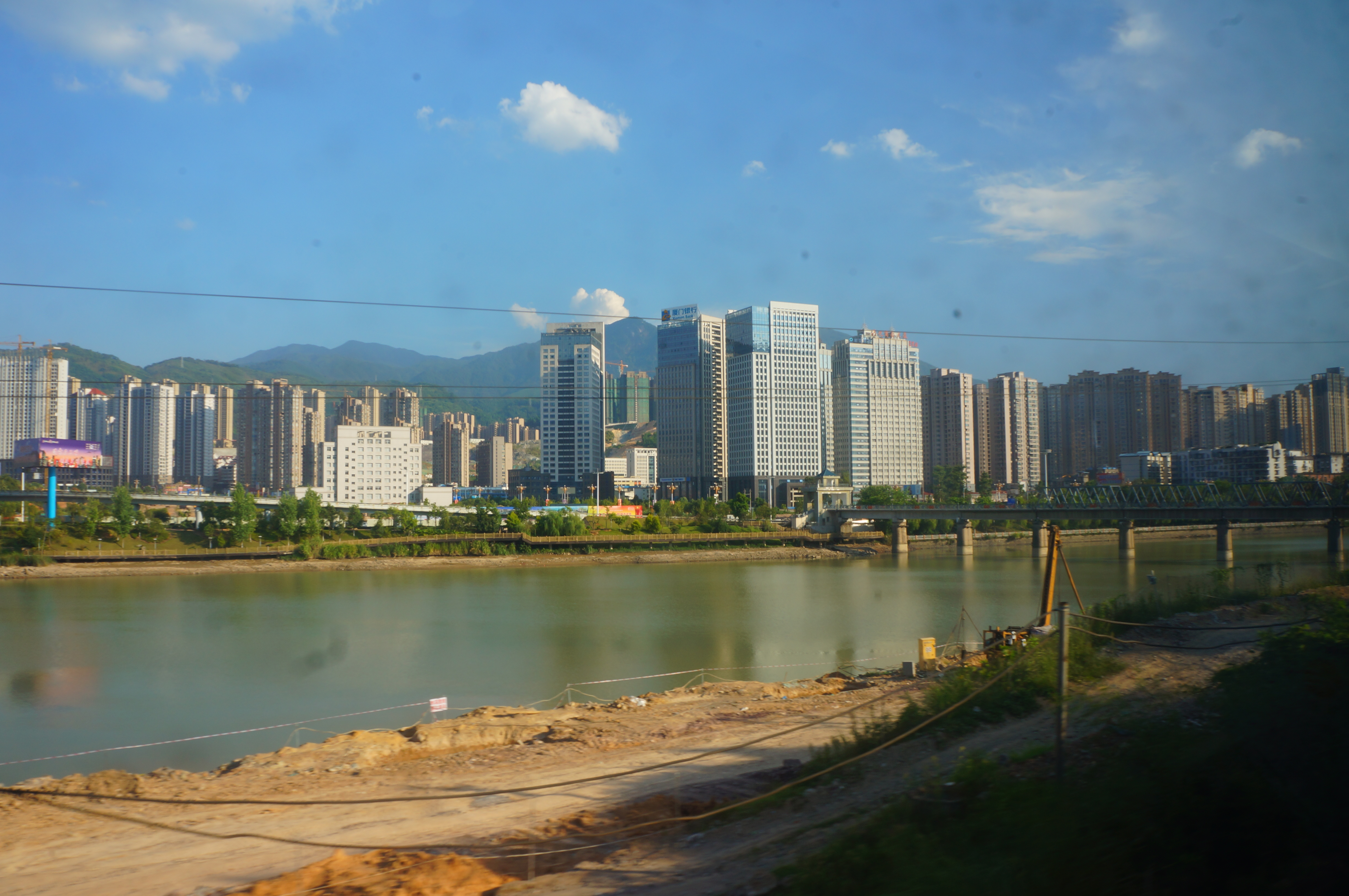
Ảnh Thành phố Mai Liệt

Mai Liệt (chữ Hán giản thể: 梅列区, âm Hán Việt: Mai Liệt khu) là một quận cũ trực thuộc địa cấp thị Tam Minh, tỉnh Phúc Kiến. Cộng hòa Nhân dân Trung Hoa. Ngày 01/02/2021, quận này được nhập vào quận Tam Nguyên ở bên cạnh. Quận Mai Liệt có diện tích 352 km², dân số 130.000 người, mã số bưu chính 365000. Quận Mai Liệt được chia thành 3 nhai đạo, 1 trấn và 2 hương.
- Nhai đạo biện sự xứ: Liệt Đông, Liệt Tây, Bắc Môn.
- Trấn: Trần Đại.
- Hương: Dương Khê, Từ Bích.
- Thôn: Bích Khê